# Виза A
Виза A (англ. A visa) — категория неиммиграционных виз, позволяющих путешествовать в США, которые предназначены для дипломатов, консульского персонала, министров и других должностных лиц иностранных правительств, а также для их вспомогательного персонала.

## Типы визы

### A-1
Виза A-1 предоставляется для глав государств, послов, министров, дипломатов, консульских должностных лиц и членов их семей. Хотя правительственные чиновники обычно не имеют права на получение визы A-1, если они путешествуют в неофициальных, неправительственных целях, главы государств и правительства всегда имеют право на получение визы A и должны подавать заявление на визу независимо от цели поездки.
Посетители по визе A-1 не могут быть привлечены к ответственности в соответствии с законодательством США за преступление и могут въезжать в страну и выезжать из неё неограниченное количество раз. Для лиц, въезжающих по визе А-1, не существует максимальной продолжительности пребывания, и нет требования о сохранении иностранного вида на жительство.

### A-2
Виза A-2 выдаётся определённым государственным служащим и их семьям, а также их техническому и вспомогательному персоналу. Это может включать в себя военный персонал, путешествующий по причинам, не связанным с НАТО. Некоторые из держателей визы путешествуют по дипломатическим паспортам, а некоторые нет, в зависимости от характера должности и дипломатического ранга. Максимальный срок пребывания для держателей визы A-2 составляет 5 лет, без продления.
Обычно на визу A-2 претендуют:
- Лица, приезжающие в США только для работы в иностранное посольство или консульство в Соединённых Штатах, для выполнения обязанностей, которые выполняются в посольстве.
- Государственные служащие, прибывающие в США по письменному запросу данной страны для выполнения официальных государственных обязанностей на срок не более 90 дней.
- Члены иностранных вооруженных сил, размещённые на военной базе США или прикомандированные к иностранному посольству или консульству в Соединённых Штатах.
- Персонал представителей делегаций Европейского и Африканского союзов.

### A-3
Виза A-3 предоставляется обслуживающему персоналу, прислуге и личным служащим иностранных должностных лиц, которые являются держателями виз A-1 и A-2. Получатели A-3 делятся на две категории: получатели, которые оплачиваются правительством страны проживания основного заявителя, и личные служащие, оплачиваемые самим основным заявителем. Заявителям на данную визу требуется трудовой договор с основным держателем визы A-1 или A-2, гарантирующий, что работнику будет выплачиваться минимальная заработная плата, а его работодатель будет соблюдать федеральные, региональные и местные законы о труде и занятости в Соединённых Штатах.
Максимальный срок пребывания для держателей визы A-3 составляет 3 года, физические лица освобождены от налогов США.

## Статистика выдачи виз
| Год  | Количество выданных виз A-1 | Количество выданных виз A-2 | Количество выданных виз A-3 |
| ---- | --------------------------- | --------------------------- | --------------------------- |
| 2004 | 9 562                       | 81 536                      | 1 258                       |
| 2005 | ▲ 9 944                     | ▲ 83 051                    | ▼ 1 227                     |
| 2006 | ▲ 10 159                    | ▼ 81 144                    | ▼ 1 017                     |
| 2007 | ▲ 10 216                    | ▲ 82 341                    | ▼ 1 000                     |
| 2008 | ▼ 10 152                    | ▲ 86 181                    | ▬ 1 000                     |
| 2009 | ▲ 10 313                    | ▲ 91 326                    | ▲ 1 186                     |
| 2010 | ▲ 11 025                    | ▲ 94 866                    | ▼ 916                       |
| 2011 | ▼ 10 448                    | ▲ 96 984                    | ▲ 1 087                     |
| 2012 | ▲ 10 857                    | ▲ 99 573                    | ▲ 1 141                     |
| 2013 | ▼ 10 574                    | ▼ 95 994                    | ▼ 1 135                     |
| 2014 | ▲ 10 612                    | ▲ 101 436                   | ▲ 1 203                     |
| 2015 | ▲ 10 909                    | ▼ 100 563                   | ▼ 1 113                     |
| 2016 | ▼ 10 754                    | ▲ 101 778                   | ▼ 1 049                     |
| 2017 | ▼ 10 033                    | ▼ 98 849                    | ▼ 1 031                     |
| 2018 | ▼ 9 856                     | ▲ 103 134                   | ▼ 830                       |
| 2019 | ▲ 10 040                    | ▼ 99 131                    | ▲ 857                       |
| 2020 | ▼ 7 106                     | ▼ 48 358                    | ▼ 415                       |
| 2021 | ▲ 9 171                     | ▼ 47 027                    | ▲ 696                       |